# Catherine Mouchet
Catherine Mouchet (Parigi, 21 agosto 1959) è un'attrice francese.

## Filmografia parziale

### Cinema
- Thérèse, regia di Alain Cavalier (1986)
- Se il sole non tornasse (Si le soleil ne revenait pas), regia di Claude Goretta (1987)
- Bonsoir, regia di Jean-Pierre Mocky (1994)
- Fin août, début septembre, regia di Olivier Assayas (1998)
- La truffa degli onesti (Ma petite entreprise), regia di Pierre Jolivet (1999)
- Extension du domaine de la lutte, regia di Philippe Harel (1999)
- Les destinées sentimentales, regia di Olivier Assayas (2000)
- Mortel transfert, regia di Jean-Jacques Beineix (2001)
- Le pornographe, regia di Bertrand Bonello (2001)
- Rue des plaisirs, regia di Patrice Leconte (2002)
- La Repentie, regia di Laetitia Masson (2002)
- Piccoli tradimenti (Petites coupures), regia di Pascal Bonitzer (2003)
- Elle est des nôtres, regia di Siegrid Alnoy (2003)
- Madame Irma, regia di Didier Bourdon e Yves Fajnberg (2006)
- Les deux mondes, regia di Daniel Cohen (2007)
- L'autre Dumas, regia di Safy Nebbou (2010)
- L'arbre et la forêt, regia di Olivier Ducastel e Jacques Martineau (2010)
- Il monaco (Le moine), regia di Dominik Moll (2011)
- Mon amie Victoria, regia di Jean-Paul Civeyrac (2014)
- Marguerite & Julien - La leggenda degli amanti impossibili (Marguerite et Julien), regia di Valérie Donzelli (2015)
- Je compte sur vous, regia di Pascal Elbé (2015)
- Fleur de tonnerre, regia di Stéphanie Pillonca (2016)
- I fantasmi d'Ismael (Les fantômes d'Ismaël), regia di Arnaud Desplechin (2017)
- Marvin ou la belle éducation, regia di Anne Fontaine (2017)
- Lo scambio di principesse (L'échange des princesses), regia di Marc Dugain (2017)
- O Grande Circo Místico, regia di Carlos Diegues (2018)
- The Specials - Fuori dal comune (Hors normes), regia di Olivier Nakache ed Éric Toledano (2019)
- De Gaulle, regia di Gabriel Le Bomin (2020)
- Ricomincio da me (Toni, en famille), regia di Nathan Ambrosioni (2023)

### Televisione
- Jalna - miniserie TV, 8 episodi (1994)
- Un jour d'été - film TV (2006)
- Pigalle, la nuit - miniserie TV, 8 episodi (2009)
- I testimoni (Les témoins) - serie TV, 6 episodi (2014)
- La mitomane (Mytho) - serie TV, 12 episodi (2019-2021)

## Premi
- Premi César
  - 1987: "Premio César per la migliore promessa femminile" (Thérèse)
- Prix Romy Schneider (1987)